# Stelis piraquarensis
Stelis piraquarensis är en orkidéart som först beskrevs av Frederico Carlos Hoehne, och fick sitt nu gällande namn av Alec M. Pridgeon och Mark W. Chase. Stelis piraquarensis ingår i släktet Stelis och familjen orkidéer. Inga underarter finns listade i Catalogue of Life.